# Heuchera richardsonii
Heuchera richardsonii är en stenbräckeväxtart som beskrevs av Robert Brown. Heuchera richardsonii ingår i släktet alunrötter, och familjen stenbräckeväxter. Inga underarter finns listade i Catalogue of Life.

## Bildgalleri

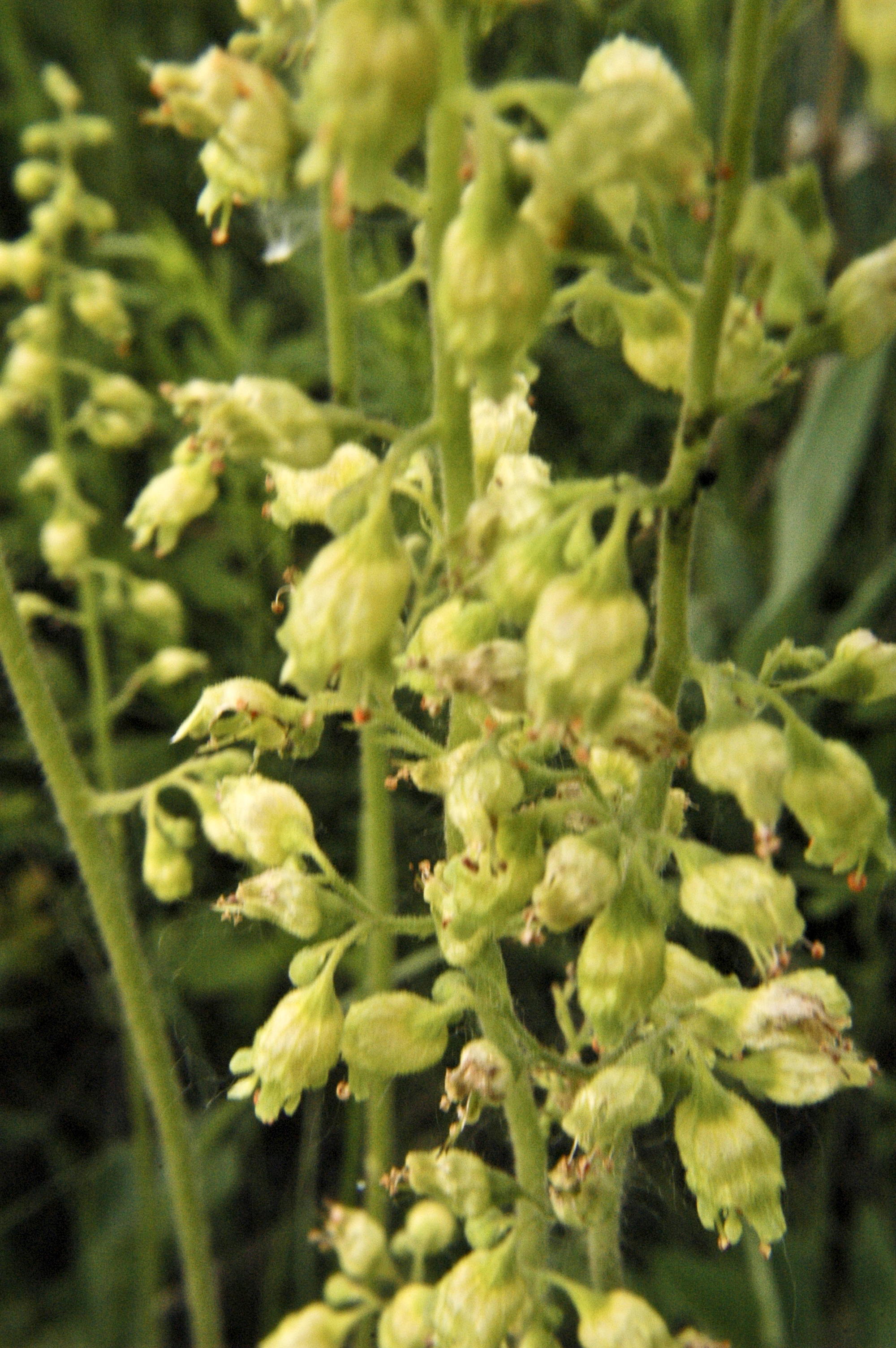
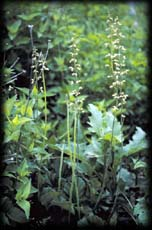